# Resson (Ardennes)
Pour les articles homonymes, voir Resson.
Resson est une localité de Rethel et une ancienne commune française, située dans le département des Ardennes en région Grand Est.

## Histoire
Resson était, sous l'Ancien-Régime, un hameau de la paroisse de Pargny. Il fut érigé en commune indépendante en 1790. Resson fusionna, en 1828, avec Pargny, pour former la commune de Pargny-Resson. Cette dernière fusionna, le 29 décembre 1973, dans la commune de Rethel, sous le statut de commune associée.

## Administration
| Période                                  | Période | Identité | Étiquette | Qualité |
| ---------------------------------------- | ------- | -------- | --------- | ------- |
| Les données manquantes sont à compléter. |         |          |           |         |
|                                          |         |          |           |         |

## Démographie
| 1793 | 1800 | 1806 | 1821 |
| ---- | ---- | ---- | ---- |
| -    | 165  | 168  | 164  |

Histogramme

(élaboration graphique par Wikipédia)